# Gustaf al VI-lea Adolf al Suediei
Gustaf al VI-lea Adolf (Oskar Fredrik Vilhelm Olaf Gustaf Adolf); (n. 11 noiembrie 1882, Stockholms kommun, Comitatul Stockholm, Suedia – d. 15 septembrie 1973, Comuna Helsingborg, Malmöhus⁠(d), Suedia) a fost rege al Suediei din 1950 până la moartea sa. A fost fiul cel mare al regelui Gustaf V și a soției lui Victoria de Baden.

## Familie
S-a născut la Stockholm iar la naștere a primit titlul de Duce de Skåne. La 29 octombrie 1950 i-a succedat tatălui său la tron. Deviza sa a fost Plikten framför allt, "Datoria înainte de orice".
Prima dată s-a căsătorit cu Prințesa Margaret de Connaught la 15 iunie 1905 la Capela St.George a Castelului Windsor. Prințesa Margaret era fiica Prințului Arthur, Duce de Connaught, al treilea fiu al reginei Victoria și al Prințului Albert. Prințesa Moștenitoare Margaret a Suediei a murit brusc la 1 mai 1920 după o infecție în urma unei operații. La acel moment era însărcinată și aștepta cel de-al șaselea copil.
A doua oară s-a căsătorit cu Lady Louise Mountbatten la 3 noiembrie 1923 la Palatul St. James. Louise Mountbatten era sora Lordului Mountbatten și mătușa Prințului Filip, Duce de Edinburgh. Lady Louise este cea care a devenit regină a Suediei. Atât regina Louise cât și copii ei vitregi erau strămoși ai reginei Victoria a Marii Britanii. Din a doua căsătorie s-a născut o fiică care a murit la naștere la 30 mai 1925.

## Domnie

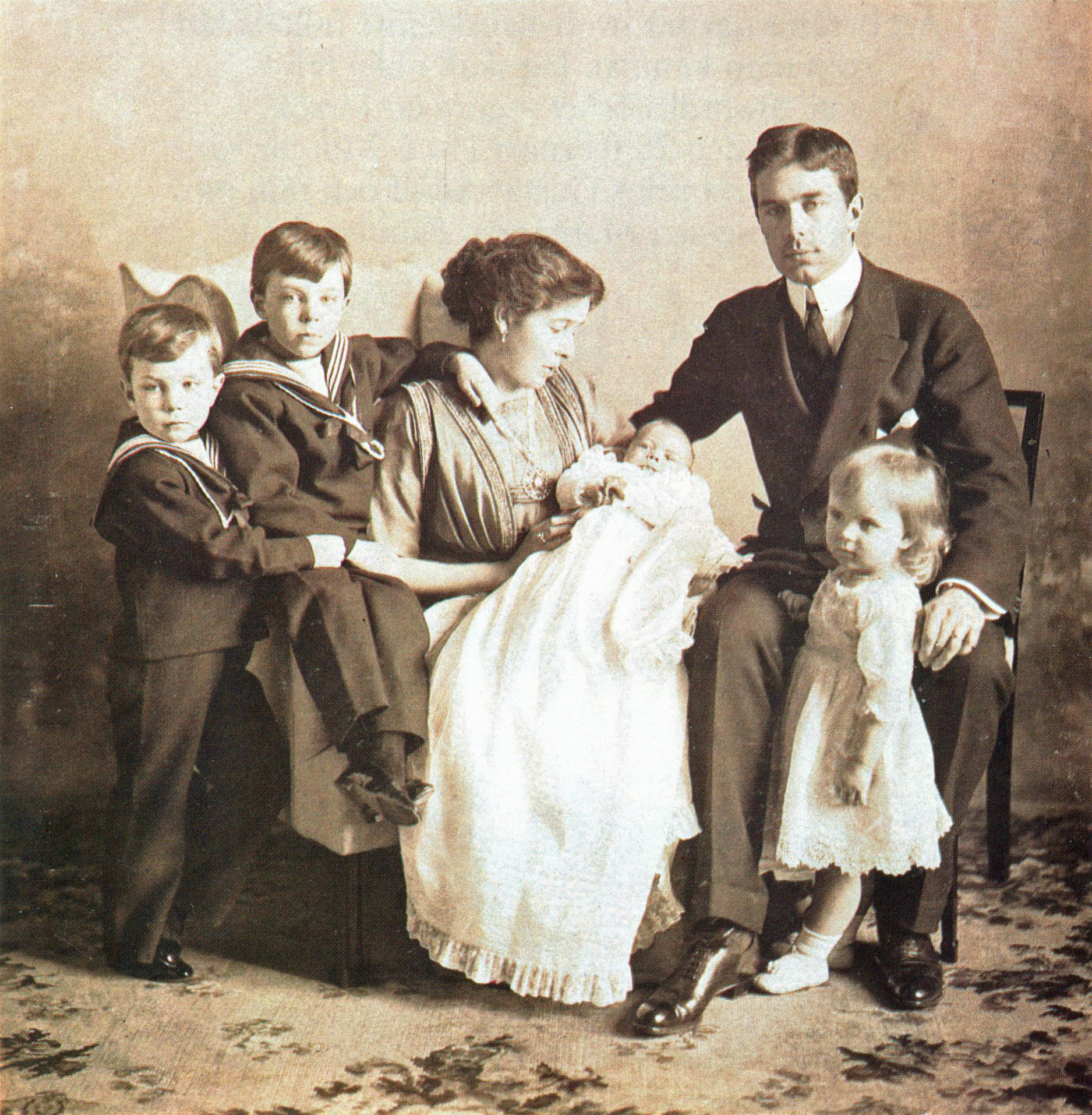
Prințul Moștenitor Gustaf Adolf cu prima sa soție Margaret de Connaught și copiii în 1912.

În 1950, Prințul Moștenitor Gustaf Adolf a devenit rege la vârsta de 67 de ani, după decesul tatălui său regele Gustaf al V-lea. La momentul acela a fost cel mai în vârstă Prinț Moștenitor.
În timpul domniei lui Gustaf al VI-lea Adolf, s-a lucrat la o nouă constituție suedeză care a intrat în funcțiune în 1975, după moartea regelui, care a înlocuit vechea constituție din 1809 și care a introdus reforme în concordanță cu vremurile. Printre reformele solicitate de unii suedezi a fost înlocuirea propoziției din vechea constituție "Regele este singurul care guvernează domeniul."
Calitățile personale ale lui Gustaf al VI-lea Adolf l-au făcut popular printre suedezi iar popularitatea a dus opinia publică în favoarea păstrării monarhiei. Regele a fost interesat de o gamă largă de domenii (arhitectură și botanica fiind totuși primele două) iar acest lucru l-a făcut respectat, la fel ca și natura sa informală și modestă. Monarhia a fost, totuși, subordonată într-un stat democratic. Competențele suplimentare ale monarhului au fost eliminate atunci când reforma constituțională în Suedia a devenit completă în 1975.
Gustaf al VI-lea Adolf a fost un arheolog pasionat și a fost admis de Academia britanică pentru munca sa în botanică în 1958. Gustaf al VI-lea Adolf a participat la expediții arheologice în China, Grecia, Coreea și Italia și a fondat institutul suedez de la Roma.
Regele a murit în 1973 la aproape 91 de ani la spitalul Helsingborg după ce sănătatea sa s-a deteriorat culminând cu o pneumonie. A fost succedat la tron de nepotul său în vârstă de 27 de ani Carl XVI Gustaf, singurul fiu al Prințului Gustaf Adolf.
Regele Gustaf al VI-la Adolf și Prințesa Moștenitoare Margareta a Suediei au avut împreună cinci copii:

## Copii
| Portret | Nume                                       | Naștere           | Deces            | Note |
| ------- | ------------------------------------------ | ----------------- | ---------------- | --- |
|         | Prințul Gustav Adolf, Duce de Västerbotten | 22 aprilie 1906   | 26 ianuarie 1947 | a murit într-un accident de avion, tatăl regelui Carl al XVI-lea Gustaf al Suediei                                                                                           |
|         | Prințul Sigvard, Duce de Uppland           | 7 iunie 1907      | 4 februarie 2002 | mai târziu Contele Sigvard Bernadotte af Wisborg |
|         | Prințesa Ingrid                            | 28 martie 1910    | 7 noiembrie 2000 | mai târziu regină a Danemarcei; soția regelui Frederic al IX-lea al Danemarcei și mama actualei regine Margareta a II-a a Danemarcei și a fostei regine Anne-Marie a Greciei |
|         | Prințul Bertil, Duce de Halland            | 28 februarie 1912 | 5 ianuarie 1997  | căsătorit cu Lillian Davies, fără copii |
|         | Prințul Carl Johan, Duce de Dalarna        | 31 octombrie 1916 | 5 mai 2012       | mai târziu Contele Carl Johan Bernadotte af Wisborg, căsătorit cu Contesa Gunilla Wachtmeister af Johannishus; a adoptat copii                                               |

Prințesa Moștenitoare Margareta a Suediei a murit brusc la 1 mai 1920 de o infecție în urma unei operații. În acel moment era însărcinată în opt luni și aștepta cel de-al șaselea copil.
Mai târziu, Prințul Gustaf Adolf s-a recăsătorit cu Lady Louise Mountbatten, la 3 noiembrie 1923. Din această a doua căsătorie a rezultat o fiică care a murit la naștere la 30 mai 1925.
Regele Gustaf al VI-lea Adolf al Suediei a fost bunicul atât a succesorului său direct, regele Carl al XVI-lea Gustaf al Suediei, cât și a reginei Margareta a II-a a Danemarcei.